# 埃爾金斯維爾 (印地安納州)
埃爾金斯維爾（英語：Elkinsville）是位於美國印地安納州布朗縣的一個非建制地區。該地的面積和人口皆未知。

## 地理
埃爾金斯維爾的座標為39°04′34″N 86°15′53″W / 39.07611°N 86.26472°W，而該地的平均海拔高度為177米（即581英尺）。